# Ali Muddat ibn al-Husayn
ʿAlī Muddat ibn al-Husayn, detto anche ʿAlī III Bey (in arabo علي باي بن حسين‎?; La Marsa, 14 agosto 1817 – La Marsa, 11 giugno 1902), è stato reggente della Tunisia dal 1882 al 1902.

## Regno
Investito del titolo di Principe della Corona il 23 agosto 1863, egli succedette al fratello, Muhammad III al-Sadiq, detto anche Sadok Bey (al-Sadiq Bey), il 29 ottobre 1882. Nominato maggiore generale dell'armata del Beilicato di Tunisia il 23 agosto 1863, venne promosso al grado di maresciallo il 28 ottobre 1882.
La sua firma, l'8 giugno 1883 si trova accanto a quella di Paul Cambon nella siglatura delle convenzioni della Marsa nella quale egli concesse al governo francese ufficialmente i propri poteri, in cambio del mantenimento dell'autorità nominale.
Alla sua morte, venne sepolto nel mausoleo di Turbet el-Bey (Turbat al-Bāy, ossia "Tomba del Bey") a Tunisi, e gli succedette il figlio Muhammad IV al-Hadi.
Egli fu il primo governante sottoposto al regime del protettorato francese della regione.